# Jan Zgajewski
Jan Zgajewski (ur. 28 marca 1929 w Tąpkowicach) – funkcjonariusz Milicji Obywatelskiej, kawaler orderu Virtuti Militari.

## Życiorys
Urodził się 28 marca 1929 roku w Tąpkowicach. W czasie II wojny światowej zabrany przez Niemców na przymusowe roboty do bauera w Radzionkowie. Po wyzwoleniu spod okupacji niemieckiej wstąpił w szeregi Związku Walki Młodych. Po powrocie do domu, w Tąpkowicach założył koło ZWM. W 1946 roku został członkiem Polskiej Partii Robotniczej. W tym czasie ukończył też kurs dla podoficerów MO w Chorzowie. Służąc w kompanii operacyjnej zorganizowanej przy KW MO w Katowicach uczestniczył w zwalczaniu podziemia zbrojnego.
W czasie potyczki stoczonej z oddziałem podziemia zbrojnego 31 grudnia 1947 roku w miejscowości Czatachowa został ranny.
Za zasługi w obronie władzy ludowej został odznaczony Srebrnym Krzyżem Orderu Virtuti Militari, Srebrnym Krzyżem Zasługi, oraz odznakami: Zasłużonemu w Rozwoju Województwa Katowickiego, XXX lat PPR, X lat w Służbie Narodu i Wzorowy Milicjant. Otrzymał też pisemne podziękowanie od Edwarda Gierka.

## Odznaczenia
- Srebrny Krzyż Orderu Virtuti Militari
- Srebrny Krzyż Zasługi